# Isla de Sámar
Sámar es una isla en las Bisayas Orientales en la República de Filipinas y es la tercera isla más grande del país. La isla, administrativamente, fue dividida el 19 de junio de 1965, mediante la Republic Act No. 4221, en tres provincias: Sámar del Norte (Northern Samar), Sámar Occidental (Western Samar) y Sámar Oriental (Eastern Samar), estableciendo Catarman, Catbalogan City y Borongan City como sus capitales respectivas. Por eso el 19 de junio es un feriado local no laborable regular en dichas provincias. Estas tres provincias, junto con las provincias de las cercanas islas de Leyte y Biliran, forman parte de la región oriental de Bisayas.
En 2010, tenía una población total de 1 783 690 habitantes y el idioma samareño es hablado por el 90 % de sus residentes.
Sámar es la isla más oriental de las Bisayas y está separada de la isla de Leyte por el estrecho de San Juanico. En su punto más corto, el estrecho tiene solo 2 kilómetros. El puente de San Juanico conecta las dos islas. Samar se encuentra al sureste de la península de Bicol en Luzón, la isla más grande del país; el estrecho de San Bernardino separa las dos. Al sur de Samar se halla el golfo de Leyte, que fue el sitio de la batalla del Golfo de Leyte, una de las batallas navales más decisivas durante la Segunda Guerra Mundial. El golfo se abre al mar de Filipinas, se sitúa al este de Samar y es parte del océano Pacífico.

## Historia
Samar fue la primera isla de Filipinas vista por la expedición española de Fernando de Magallanes el 16 de marzo de 1521 después de haber dejado las islas Marianas. Al darse cuenta de que había llegado a un archipiélago, cartografió las islas como San Lazaro  (Lázaro de Betania) porque la avistaron el sábado de Lázaro. Aunque Samar fue la primera isla de Filipinas vista por Magallanes, no desembarcó y siguió navegando hacia el sur hasta que, después de fondear en la isla Suluan, finalmente desembarcó en la isla Homonhon el 17 de marzo de 1521.
El historiador William Henry Scott escribió que un «Samar Datu con el nombre de Iberein fue llevado remando a un buque español anclado en su puerto en 1543 por remeros con collar de oro; mientras llevaba puestos sus propios aretes y cadenas». En la epopeya local llamada siday titulada Bingi of Lawan como está escrito en el artículo de Scott, Lawan es un próspero Lakanata en Samar. Datu Hadi Iberein llegó del Lakanato de Lawan